# حشره‌خوار نیجریایی
 حشره‌خوار نیجریایی (نام علمی: Crocidura nigeriae) نام یک گونه از سرده حشره‌خوارهای دندان‌سفید است.